# 야코프 페테르스

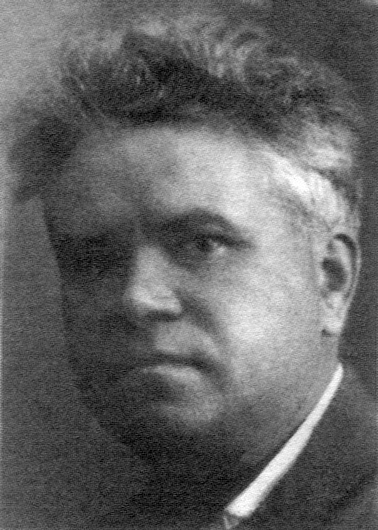
야코프 페테르스

야코프 흐리스토포로비치 페테르스(러시아어: Я́ков Христофо́рович Пе́терс, 라트비아어: Jēkabs Peterss 예캅스 페테르스, 1886년 12월 3일 - 1938년 4월 25일)는 체카에서 1918년 7월 7일에서 8월 22일까지 활동한 소련의 정치인이다.
러시아 제국 쿠를란트현(현재의 라트비아) 출생으로 1905년 혁명으로 잠시 런던으로 떠났다.
메이시 프리먼과 결혼을 했고 딸 런던 뱅커를 얻었으며 1917년 5월 귀국 후 러시아 혁명에 참여해 10월 볼셰비키의 쿠데타와 체카 대학생 위원회 부위원장, 혁명 재판소 회장 등을 거치며 1919년 3월 페트로그라드의 내부 방어 상사 사령관, 8월 키예프에서 라조브스키 군의 사령관으로 임명되었고 아내와는 나중에 이혼을 했다.
1920년 북부 캅카스 지역의 체카를 대표하는 인물로 성장했으며 1922년 모스크바로 돌아와 고위 공무원을 지냈다. 타슈켄트에 정착을 한 뒤에 새 삶을 살았으나 1938년 4월 25일 대숙청 당시 스탈린의 명령으로 체포되어 즉각 처형당했다.
사후 1956년에야 명예 회복이 이루어졌다.